# The Negotiator
The Negotiator (titulada en español El mediador (México y Argentina) y Negociador (España)) es una película de suspense estadounidense, protagonizada por Samuel L. Jackson y Kevin Spacey y dirigida por F. Gary Gray. Fue estrenada el 29 de julio de 1998 en Estados Unidos y el 16 de octubre del mismo año en España.

## Argumento
El mejor negociador de rehenes del Departamento de Policía de Chicago, Danny Roman, ha sido acusado injustamente del asesinato de su compañero  y de malversación, que policías corruptos han cometido. Su mundo ha sido destruido por los falsos cargos contra él y ahora debe hacer frente injustamente a una condena de prisión. En una situación desesperada, Roman secuestra a varias personas y retiene como rehenes al jefe del I.A.D. y a su personal a punta de pistola, en un intento de ganar tiempo, demostrar su inocencia y averiguar quién está detrás de esta peligrosa conspiración, ya que sabe que el jefe de asuntos internos está metido en el asunto de alguna manera. 
Enfrentado a él se encuentra el respetado y metódico negociador Chris Sabian, que tiene la fama de solucionar situaciones como esta sin violencia. Cercados por la policía y los asesinos de su compañero y en una carrera contra-reloj, ambos se enfrentan en una lucha mortal. Tras una serie de giros imprevistos y estrategias, Roman y Sabian se ven obligados a contestar la misma pregunta: ¿quiénes son los responsables de esta conspiración?

## Reparto
- Samuel L. Jackson como Danny Roman
- Kevin Spacey como Chris Sabian.
- Paul Guilfoyle como Nathan Roenick.
- David Morse como Adam Beck.
- J.T. Walsh  como Terence Niebaum.
- Paul Giamatti como Rudy Timmons.
- John Spencer como Al Travis.
- Ron Rifkin como Grant Frost.
- Jon Hamm como agente del FBI

## Localizaciones
The Negotiator se rodó entre el 1 de septiembre y el 25 de noviembre de 1997 en diversas localizaciones de Estados Unidos. Cabe destacar ciudades como Chicago, Los Ángeles, Long Beach y los Pinewood Studios.

## Recepción crítica y comercial
Según la página de Internet Rotten Tomatoes obtuvo un 81% de comentarios positivos. Destacar el comentario del crítico cinematográfico Philip Martin: 

"Spacey y Jackson demuestran que hasta el guion más simple puede ser elevado gracias a unas buenas interpretaciones.
Phillip Martin.

Según la página de Internet Metacritic obtuvo críticas positivas, con un 62%, basado en 23 comentarios de los cuales 15 son positivos. Recaudó 44 millones de dólares en Estados Unidos. Se desconoce cuáles son las recaudaciones internacionales. El presupuesto invertido en la producción fue de aproximadamente 50 millones.

## DVD y BD
The Negotiator salió a la venta el 15 de diciembre de 1998 en Estados Unidos, en formato DVD. El disco contiene menús interactivos, acceso directo a escenas, subtítulos y audio en múltiples idiomas, documental: detrás de las escenas y otro documental sobre la vida de los verdaderos negociadores titulado The 11th Hour. Stories from Real Negotiators. En España salió a la venta en los formatos DVD y Blu-ray, saliendo el segundo de ellos el 10 de noviembre de 2009. El disco contiene menús interactivos, acceso directo a escenas, subtítulos y audio en múltiples idiomas y extras sobre los efectos especiales.  La versión en formato DVD contiene menús interactivos, acceso directo a escenas, subtítulos y audio en múltiples idiomas.

## Premios
- Premio Saturn (1999): Una Nominación
- Premio Black Film (1999): Dos Premios y Una Nominación
- Premio Blockbuster Eintertainment (1999): Una Nominación
- Premio Imagen (1999): Una Nominación
- Premio Golden Reel (1999): Dos Nominaciones